# Bahnstrecke York–Scarborough
| Streckenlänge: | 68 km                |                                |                                |
| Spurweite: | 1435 mm (Normalspur) |                                |                                |
| |                      |                                |                                |
| \| \| \| nach Whitby \| \| \| \| \| Falsgrave-Tunnel \| \| \| \| \| Scarborough \| \| \| \| \| Falsgrave Junction \| \| \| \| \| Scarborough Londesborough Road \| \| \| \| \| Washbeck Viaduct \| \| \| \| \| Seamer \| \| \| \| \| nach Kingston upon Hull \| \| \| \| \| nach Pickering \| \| \| \| \| Ganton \| \| \| \| \| Weaverthorpe \| \| \| \| \| Heslerton \| \| \| \| \| Knapton \| \| \| \| \| nach Pickering \| \| \| \| \| Rillington \| \| \| \| \| nach Pilmoor \| \| \| \| \| \| nach Driffield \| \| \| \| \| \| \| \| \| Malton \| \| \| \| \| Derwent \| \| \| \| \| Huttons Ambo \| \| \| \| \| Crambeck (Güter) \| \| \| \| \| Castle Howard \| \| \| \| \| Kirkham Abbey \| \| \| \| \| Howsham \| \| \| \| \| Barton Hill \| \| \| \| \| Flaxton \| \| \| \| \| Strensall \| \| \| \| \| Strensall Halt \| \| \| \| \| Haxby \| \| \| \| \| nach Beverley \| \| \| \| \| Güterstrecke \| \| \| \| \| Ouse \| \| \| \| \| von Edinburgh \| \| \| \| \| York \| \| \| \| \| nach London \| \| |                      |                                |                                |
| Strecke (außer Betrieb) |                      | nach Whitby                    | nach Whitby                    |
| Tunnel (Strecke außer Betrieb) |                      | Falsgrave-Tunnel               | Falsgrave-Tunnel               |
| Strecke (außer Betrieb) · Kopfbahnhof Streckenanfang |                      | Scarborough                    | Scarborough                    |
| Strecke nach links (außer Betrieb) · Abzweig geradeaus und ehemals von rechts |                      | Falsgrave Junction             | Falsgrave Junction             |
| ehemaliger Bahnhof |                      | Scarborough Londesborough Road | Scarborough Londesborough Road |
| Brücke |                      | Washbeck Viaduct               | Washbeck Viaduct               |
| Bahnhof |                      | Seamer                         | Seamer                         |
| Abzweig geradeaus und nach links |                      | nach Kingston upon Hull        | nach Kingston upon Hull        |
| Abzweig geradeaus und ehemals nach rechts |                      | nach Pickering                 | nach Pickering                 |
| ehemaliger Bahnhof |                      | Ganton                         | Ganton                         |
| ehemaliger Bahnhof |                      | Weaverthorpe                   | Weaverthorpe                   |
| ehemaliger Bahnhof |                      | Heslerton                      | Heslerton                      |
| ehemaliger Bahnhof |                      | Knapton                        | Knapton                        |
| Abzweig geradeaus, ehemals nach rechts und ehemals von rechts |                      | nach Pickering                 | nach Pickering                 |
| ehemaliger Bahnhof |                      | Rillington                     | Rillington                     |
| Strecke (außer Betrieb) · Strecke |                      | nach Pilmoor                   | nach Pilmoor                   |
| Strecke nach links (außer Betrieb) · Kreuzung geradeaus unten (Querstrecke außer Betrieb) · Abzweig quer und von links (Strecke außer Betrieb) |                      |                                | nach Driffield                 |
| Abzweig geradeaus und ehemals von links · Strecke nach rechts (außer Betrieb) |                      |                                |                                |
| Bahnhof |                      | Malton                         | Malton                         |
| Brücke über Wasserlauf |                      | Derwent                        | Derwent                        |
| ehemaliger Bahnhof |                      | Huttons Ambo                   | Huttons Ambo                   |
| ehemaliger Dienststation / Betriebs- oder Güterbahnhof |                      | Crambeck (Güter)               | Crambeck (Güter)               |
| ehemaliger Bahnhof |                      | Castle Howard                  | Castle Howard                  |
| ehemaliger Bahnhof |                      | Kirkham Abbey                  | Kirkham Abbey                  |
| ehemaliger Bahnhof |                      | Howsham                        | Howsham                        |
| ehemaliger Bahnhof |                      | Barton Hill                    | Barton Hill                    |
| ehemaliger Bahnhof |                      | Flaxton                        | Flaxton                        |
| ehemaliger Bahnhof |                      | Strensall                      | Strensall                      |
| ehemaliger Bahnhof |                      | Strensall Halt                 | Strensall Halt                 |
| ehemaliger Bahnhof |                      | Haxby                          | Haxby                          |
| Abzweig geradeaus und ehemals von links |                      | nach Beverley                  | nach Beverley                  |
| Abzweig geradeaus und ehemals von links |                      | Güterstrecke                   | Güterstrecke                   |
| Brücke über Wasserlauf |                      | Ouse                           | Ouse                           |
| Abzweig geradeaus und von rechts |                      | von Edinburgh                  | von Edinburgh                  |
| Bahnhof |                      | York                           | York                           |
| Strecke |                      | nach London                    | nach London                    |

Die Bahnstrecke York–Scarborough ist eine zweigleisige Bahnstrecke im Norden Englands. Sie verläuft von York (Bahnhof York) nordostwärts über Malton und Seamer nach Scarborough  (Bahnhof Scarborough) innerhalb von North Yorkshire.

## Geschichte
Die Bahnstrecke wurde unter George Hudson von der York and North Midland Railway am 7. Juli 1845 eröffnet. Der Bau der 68 km langen Strecke dauerte ein Jahr und drei Tage, was für damalige Verhältnisse sehr schnell war. Die kurze Bauzeit rührte auch daher, dass man sich gegen einen ursprünglich geplanten Tunnel durch die Howardian Hills südlich von Malton entschieden hatte. Stattdessen folgt die Strecke etwa 6 km lang dem mäanderartigen Verlauf des Derwent, wodurch sie langsamer und auch beschaulicher auf den Zugreisenden wirkt.
Aufgrund zu geringer Auslastungen der Unterwegsbahnhöfe wurden im September 1930 die allermeisten von ihnen geschlossen und die Regionalverbindungen auf der Strecke gestrichen. Fernverbindungen nach Scarborough blieben von den Kürzungen unberührt. Derzeit wird aufgrund von Bevölkerungswachstum über eine Reaktivierung der Bahnhöfe Haxby und Strensall nachgedacht.

## Heutiger Betrieb

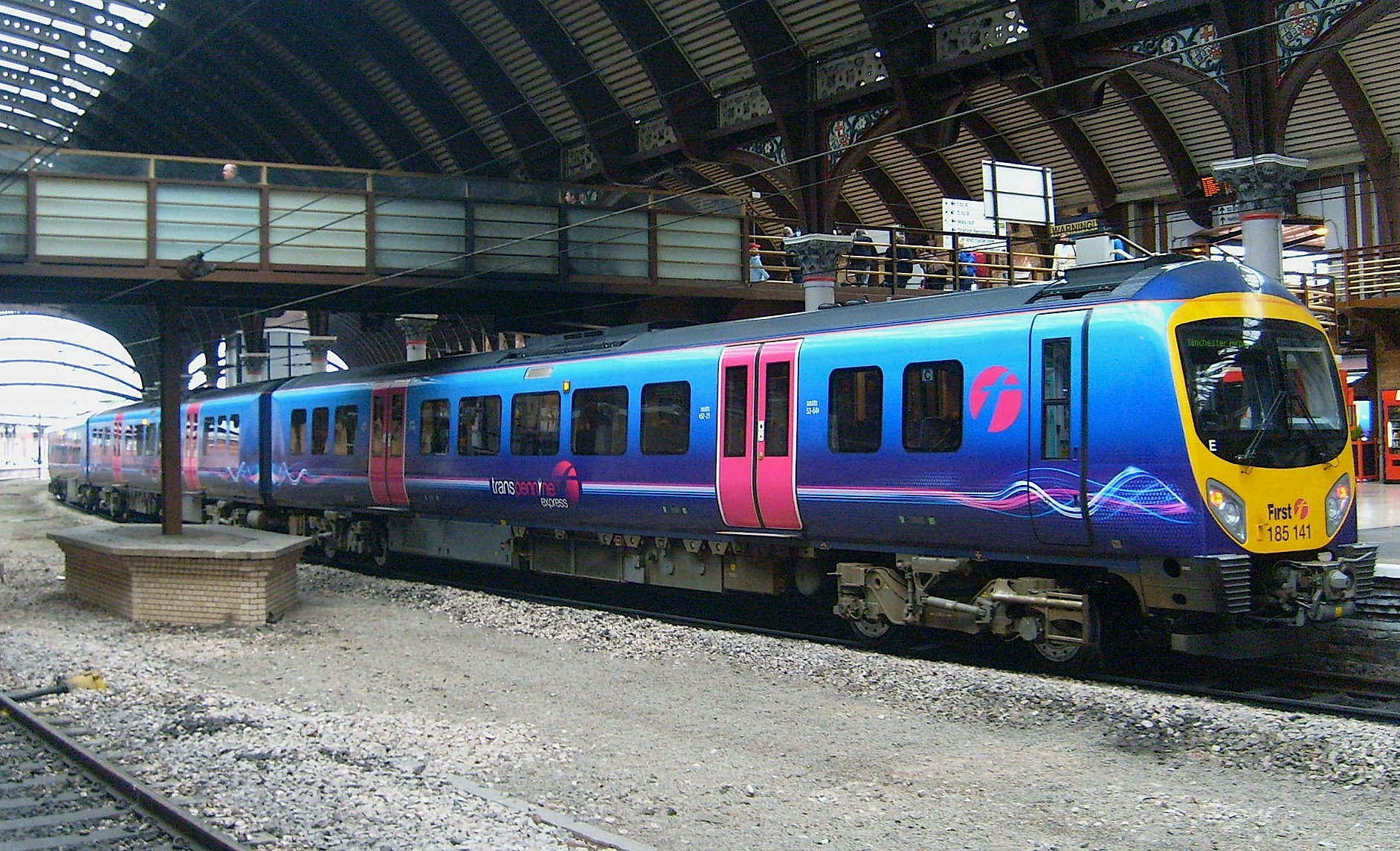
Zug der Klasse 185 im Bahnhof York

Die Zugverbindungen auf der Strecke werden von First TransPennine Express ausgeführt. Seit 2007 werden dabei fast ausschließlich Züge der Britischen Klasse 185 bereitgestellt. Dabei bestehen stündliche Direktverbindungen von Scarborough über York, Leeds und Manchester nach Liverpool. East Midlands Trains führt zusätzlich gelegentliche Fahrten im Sommer aus. 
Die 2004 vom National Railway Museum in York erworbene Lokomotive Nr. 4472 Flying Scotsman der LNER-Klasse A3 wird auf der Strecke zu Sonderfahrten eingesetzt. Derzeit (2010) wird sie jedoch generalüberholt und währenddessen von einer anderen Dampflokomotive ersetzt.
Zuletzt gab es Gespräche über eine Reaktivierung der Zweigstrecke von Malton nach Pickering, wodurch eine südliche Anbindung an die North Yorkshire Moors Railway  und somit eine durchgehende Verbindung nach Whitby hergestellt würde. In absehbarer Zeit wird jedoch wohl keine Umsetzung des Plans erfolgen.